# Pseudophilautus folicola
Pseudophilautus folicola é uma espécie de anfíbio da família Rhacophoridae.
É endémica do Sri Lanka.
Os seus habitats naturais são: florestas subtropicais ou tropicais húmidas de baixa altitude e florestas secundárias altamente degradadas.
Está ameaçada por perda de habitat.